# Слабка гомотопічна еквівалентність
Слабка́ гомотопі́чна еквівале́нтність — відображення між топологічними просторами, що індукує ізоморфізм гомотопічних груп.

## Визначення
Нехай {\displaystyle A} і {\displaystyle B} лінійно зв'язні простори. Слабка гомотопічна еквівалентність із {\displaystyle A} в {\displaystyle B} це неперервне відображення {\displaystyle f:A\to B} таке, що індуковані відображення {\displaystyle f_{n}:\pi _{n}(A,a_{0})\to \pi _{n}(B,b_{0})} бієктивні за всіх {\displaystyle n\geq 1} для деякої (а отже для будь-якої) пари точок {\displaystyle b_{0}=f(a_{0})}.

## Властивості
- Існування слабкої гомотопічної еквівалентності {\displaystyle A\to B}, загалом не тягне за собою існування слабкої гомотопічної еквівалентності {\displaystyle B\to A}.
- Ізоморфність груп {\displaystyle \pi _{n}A} і {\displaystyle \pi _{n}B} загалом не тягне існування слабкої гомотопічної еквівалентності {\displaystyle A\to B}.
- Будь-який скінченний симпліційний комплекс слабко гомотопічно еквівалентний скінченному топологічному простору[1].